# Pavel Staněk
Pavel Staněk (Praag, 3 juni 1927 – Ostrava, 5 maart 2025) was een Tsjechisch componist en dirigent.

## Levensloop
Staněk studeerde vanaf 1946 aan het Praags Conservatorium met contrabas als hoofdvak. In 1951 is hij afgestudeerd. Hij werkte als koorleider en dirigent bij vooraanstaande koren en ensembles, onder andere van het Symfonický orchestr Akademie múzických umění v Praze (Symfonisch orkest van de "Akademie van de muzikale Kunsten" te Praag) (1961–1963) en het Statelijk Tsjechoslowaaksch ensemble voor lied en dans van 1950 tot 1954 en het Centrale muziekkorps van het Ministerie van binnenlandse zaken van 1955 tot 1961. 
In 1963 werd hij chef-dirigent van het Ostravského rozhlasového orchestru (Omroeporkest van Ostrava). In deze functie werkte hij tot 1990. Hij werkte met bekende muzikanten en zangeressen en zangers uit Tsjechoslowakije samen. Hij was de initiator en oprichter van het ook buiten Tsjechië bekende Grote harmonieorkest "Vítkovák" uit Ostrava. 
Als componist schreef hij werken voor kamer-, koor- en schouwspel-muziek en voor orkest en harmonieorkest. Voor zijn werken kreeg hij vele prijzen en onderscheidingen.
Staněk overleed op 5 maart 2025 op 97-jarige leeftijd.

## Composities

### Werken voor orkest
- 1977 dětské písně
- 1982 Suita, voor kamerorkest
- 1986 Jako z pohádky
- 1987 Concertino "Concertino semplice", voor tuba en orkest
- 1989 Nedělní ráno
- 1990 Měsíčná noc, voor strijkorkest en synthesizer
- 1991 Blíženci
- 1991 Kolumbus-velká cesta
- 1998 Jarní hudba, voor harp en strijkorkest
- Bagatela, voor tuba en orkest
- Sonatinu, voor orkest

### Werken voor harmonieorkest
- 1982 Cikánská romance, voor fluit solo en harmonieorkest
- 1984 Na Slavnosti, voor groot harmonieorkest
- 1986 Barokní téma
- 1987 Čtvrtstoletí v jednom městě
- 1988 Kamarádi moji všichni jste z Moravy, voor groot harmonieorkest
- 1988 Marching Trombones
- 1988 Tanec a píseň
- 1990 Sweet harmony
- 1990 Večerní píseň
- 1991 Folklore inspirationes, voor groot harmonieorkest
- 1991 Sedmikráska (Fiorellina), voor fluit en harmonieorkest
- 1991 V horách
- 1992 Minimusic - Fantasy, voor groot harmonieorkest
- 1993 Kolumbus 1492, voor groot harmonieorkest
- 1993 Suita
- 1993 My friends from Moravia
- 1994 Rondo
- 1995 Moravská suita
- 1995 Nocturno, voor eufonium en groot harmonieorkest
- 1996 Muziek voor Johny
- 1996 Moravské imprese
- 1996 Hudba pro Michaelu
- 1996 Interludia
- 1996 Siciliano, voor hoorn (of bariton of eufonium) en harmonieorkest
- 1997 Fantasia in D, voor groot harmonieorkest
- 1998 Česká taneční suita (Czech Folk Dance Suite), voor groot harmonieorkest
- 1998 Písničky z východního konce, voor groot harmonieorkest
- 1999 Etuda, voor saxofoon en klein harmonieorkest
- 1999 Jaro přichází, voor groot harmonieorkest
- Adagio a Presto con fuoco, voor groot harmonieorkest
- Amen
- Anterra
- Burlesque e cantabile
- České noty I
- Clarinessa, voor klarinet en harmonieorkest
- Con Amore
- Fiorellina
- Gloria Sancti
- Made in Europe
- Music for Festival
- O radosti
- Russian Waltz
- Siegreiche Jahre
- Sonatina Classica per Banda
- St. Thomas-Choral
- Vision in Dur

### Missen, cantates en gewijde muziek
- 2000 Missa lyrica, voor gemengd koor en orgel (of: harmonieorkest)

### Werken voor koor
- 1984 Moravské teskno I, voor vrouwenkoor
- 1986 Moravské teskno II, voor vrouwenkoor
- 1988 Trávnice, voor vrouwenkoor
- 1990 Dobrá voda, voor vrouwenkoor
- Tři, voor gemengd koor

### Vocale muziek
- Skromné písničky, voor solozang - tekst: Z. Malého

### Kamermuziek
- 1981 Serenáda, voor blazerskwintet
- 1981 Žesťové miniatury, voor koperkwintet
- 1982 Maličkosti, voor fluit en fagot
- 1983 Blazerskwintet
- 1985 Sedí mucha, voor koperkwintet
- 1991 Summermusic-Letní, voor koperkwintet
- Barcarola, voor trompet en piano
- Dětský svět, suite voor blazerskwintet
- Etuda, voor altsaxofoon en piano
- Gavotte, voor twee fluiten, drie klarinetten, gitaar, basgitaar en slagwerk
- Ó, ty milý Augustine, voor blazerskwintet
- Pezzo concertante, voor trompet en piano
- Tři kusy, voor viool en piano

- Biblioteca Nacional de España: XX5853101
- Gemeinsame Normdatei: 134595076
- International Standard Name Identifier: 0000 0000 5548 818X
- Library of Congress Control Number: n94099038
- MusicBrainz: 3a9e6bd1-7dbb-4dac-9340-85af8910785a
- Nationale Bibliotheek van Tsjechië: jn19990209792
- Nederlandse Thesaurus van Auteursnamen: 43788841X
- Virtual International Authority File: 68165312
- WorldCat: E39PBJgxvxBHf3YrMWQpqcxMT3